# 엘리 테일러
엘리 테일러(Ellie Taylor, 1983년 11월 28일 ~ )는 잉글랜드의 코미디언, 배우, 작가이다.

## 참여 작품
- 아이 리브 위드 모델스
- 테드 래소
- 스트릭틀리 컴 댄싱

## 투어
- Elliementary (2015)
- Infidelliety (2016)
- This Guy (2017–2018)
- Cravings (2019)
- Don't Got This (2019–2021)